# Chlorocypha dispar
Chlorocypha dispar – gatunek ważki z rodziny Chlorocyphidae.